# Loodus
«Loodus» (ест. «Природа», Ло́одус) — естонське видавництво, що існувало в 1920–1940 роках. Засноване в Тарту. Найбільше видавництво Естонії у міжвоєнний час. Видавало переважно наукову літературу та довідкові видання, серед яких 8-томна «Естонська Енциклопедія» (ест. Eesti Entsüklopeedia, 1932–1937).
Видавництво створили зоолог Йоганнес Пійпер, фізіолог Алесандер Аудова та мовознавець Йоганнес Вольдемар Вескі. У 1923-1940 роках акціонерне товариство «Loodus» мало близько 400 членів.
Головні видання: однотомна «Мала енциклопедія» (1938–1939), «Естонський біографічний словник» (ест. Eesti biograafiline leksikon, т. 1-4, 1926–1929 і додатковий том 1940 року), «Народження естонської незалежності I-VI» (1936-1937), «Країни та люди світу I-V» (1936-1937), підручники, навчальна література (серія «Мова та література»), серії «Кримінальні романи» (1937-1940, 43 книги), «Універсальна бібліотека», «Роман за одну крону» (1929-1940, 139 книг), «Нобелівські лавреати» (1936-1939; 50 книг), 15-томне зібрання творів Федора Достоєвського (1939-1940), ілюстровані дитячі та юнацькі серії «Дитяча книга» і «Золота книга».
Було заплановано видати 24 книги зі спортивної тематики, але за 1939-1940 роки встигли надрукувати тільки сім.
Загалом у видавництві вийшло 2200 назв книжок.
1940 року після початку радянської окупації Естонії видавництво націоналізовано й ліквідовано.